# Phoenix Sinclair
Phoenix Victoria Hope Sinclair, född den 23 april 2000, död den 11 juni 2005, var en kanadensisk femårig flicka som brutalt mördades av sin mor och styvfar. Hennes död ledde till en av de största offentliga utredningarna som någonsin hållits i Manitoba, som undersökte barnskyddssystemet .
Utredningen handlade om Phoenix liv före hennes död och mordet, och rekommenderade 62 åtgärder för att ta tag i problem som angår barn, särskilt socialt utsatta sådana.